# VfB Erfurt
VfB Erfurt (celým názvem: Verein für Bewegungsspiele Erfurt) byl německý fotbalový klub, který sídlil v durynském městě Erfurt. Založen byl v roce 1904. Zanikl po ukončení druhé světové války, poté co byla všechna dřívější sportovní sdružení v sovětské okupační zóně zrušena. Nepřímým nástupcem fotbalové činnosti ve městě se stalo mužstvo SG Erfurt West (pozdější Rot-Weiß).
Své domácí zápasy odehrával na Johannesplatzu v Erfurtu.

## Historické názvy
Zdroj: 
- 1904 – VfB Erfurt (Verein für Bewegungsspiele Erfurt)
- 1945 – zánik